# Ćwiklice
Ćwiklice (německy Cwiklitz) je vesnice v Polsku ve Slezském vojvodství, okres Pszczyna, gmina Pszczyna.

## Název
Název, podle německého jazykovědce Heinricha Adamy, pochází od polského pojmenování červené řepy – ćwikły – von ćwikla = Runkelrübe. Ve svém díle o místních názvech na Slezsku vydaném v roce 1888 ve Vratislavi jmenuje tuto vesnici jako nejstarší místní název Cwiklice, kdy vysvětloval tento název Runkelrübendorf čili polsky Wieś buraków, ćwikły. Původní název byl později Němci germanizován na Cwiklitz. Ćwiklice jsou uvedeny na mapě Abrahama Orteliuse z roku 1603 pod staropolským názvem Czwiklicze. Geografický slovník Polského království, který byl vydán koncem 19. století uvádí název vesnice Ćwiklice a německý název Cwiklitz.

## Historie
První zmínky o vesnici o názvu Czviclicz jsou ve spise Svatopetrský halíř farnosti osvětimského děkanátu krakovské diecéze z roku 1326.
V letech 1973–1975 vesnice byla začleněna pod Gmine Goczałkovice-Zdrój, v letech 1975–1998 byla částí Pszczyny a od roku 1998 je v gmině Pszczyna.
V roce 1869 bydlelo ve vesnici 613 katolíků, 10 evangelíků a 5 Židů.
V roce 2011 ve vesnici žilo 2757 obyvatel.

## Památky
- Kostel sv. Martina postavený v letech 1464–1466 je srubové konstrukce se sloupovou věží.[5] Kostel je součástí Stezky dřevěné architektury.
- Archeologický průzkum kopce v Ćwiklowicích potvrdil předpoklad, že se zde byl ve 14. století rytířský hrad.